# Uryankhay Krai
Uryankhay Krai (tiếng Nga: Урянхайский край, Urjanchajskij kraj) từng là tên của nơi ngày nay là Tuva và từng là một xứ bảo hộ của Đế quốc Nga trong thời gian ngắn, ra đời vào ngày 17 tháng 4 năm 1914, được tạo nên từ Cộng hòa Urjanchai, một chính thể tuyên bố độc lập khỏi triều đại nhà Thanh của Trung Quốc trong Cách mạng Mông Cổ năm 1911. Sau khi Cách mạng tháng Hai và Sa hoàng Nicholas II thoái vị, Uryankhay Krai công nhận đất nước Cộng hòa Nga mới vào năm 1917.
Trong Nội chiến Nga, quốc gia này bị Trung Quốc và Bạch Vệ chiếm đóng trong khoảng thời gian từ 1918 đến 1921. Được hỗ trợ bởi Hồng quân, Đảng Nhân dân Cách mạng Tuva đã thành lập Cộng hòa Nhân dân Tuva thuộc Liên Xô (hay Tannu Tuva) vào ngày 14 tháng 8 năm 1921.